# Eduardo Ramos-Izquierdo
Eduardo Ramos-Izquierdo (1951, Cidade de México) é um poeta, narrador e universitário mexicano. Tem publicado poemarios e volumes de conto e de novela curta. Como acadêmico, ele é o teórico por trás do conceito de Escritas plurais.

## Anos formativos
Eduardo Ramos-Izquierdo cursó estudos profissionais no Conservatorio Nacional de Música e mais tarde trabalharia como assessor musical em Rádio Universidade. Em 1976, concluiu seus estudos de Matemático na Faculdade de Ciências da UNAM. Esta dupla experiência, tanto musical como científica, contribuirá uma exclusividade a sua obra literária. Na mesma UNAM, Ramos-Izquierdo realizou estudos literários na Faculdade de Filosofia e Letras. Em 1977 defendeu uma tese de maestría sobre a poesia de José Gorostiza  .  
Em 1975, Ramos-Izquierdo realizou uma primeira viagem a Europa para estudar língua e literatura.  Esta primeira estadia no estrangeiro resultou essencial no desenvolvimento de seus estudos e de sua criação. Em 1977, Ramos-Izquierdo chegou a França para realizar um doctorado de literatura. A partir dessa data, sua paixão pela viagem permitiu-lhe acumular mais de uma cincuentena de visitas e estadias que têm nutrido sua cultura e a escritura de sua obra literária.

## Actividade literária
Em 1981 e 1982 apareceram i² e 7, os primeiros poemarios de Ramos-Izquierdo. Durante anos, sua prática da escritura poética tem sido uma constante existencial, mantida num âmbito discreto e pessoal. Foi até 2005 quando se reuniram os poemarios escritos durante esses anos no volume titulado En las orillas del tiempo. Cinco anos depois, compilou-se em Sevilla uma edição mais completa de sua criação poética.
A partir dos anos 2000, começaram também a se editar suas obras em prosa. Dada sua inclinação particular pelo género breve, Ramos-Izquierdo privilegiou a escritura cuentística e de novelas curtas. Entre 2002 e 2006, publicaram-se três volumes de sua prosa de ficção no México. Em 2012, sua novela curta, Na zona  proibida, foi traduzida ao italiano no Salerno.

## Desempenho universitário
Além de sua obra literária, Ramos-Izquierdo tem mantido uma actividade académica constante. Em 1981, se doctoró em literatura na Universidade de Paris 8. Em 1986, obteve um segundo doctorado em musicología na Universidade de Paris IV. Desde 1973 em México, ele ensinou na UNAM. Em França , ocupou a cátedra de Literatura Latino-americana em Paris-IV Sorbonne de 2008 a 2020. Como investigador, tem asesorado uma veintena de tese doctorales e publicado mais de uma centena de artigos e ensaios. Do mesmo modo, tem sido diretor e editor de diversas publicações académicas. 

## Obra literária

### Poesia
- i², Paris, Capitalis, 1981, 72 p.
- 7, Mexico, Katún, 1982, 74 p. (ISBN 978-968-430-018-7 et 978-968-430-018-7)
- En las orillas del tiempo (1981-2003), Mexico, Rilma 2, 2005, 190 p. (ISBN 978-970-94583-0-5 et 978-970-94583-0-5)
- Poesía y poética (1978-2010), Sevilla, Arcibel, 2010, 344 p. (ISBN 978-84-96980-89-1 et 978-84-96980-89-1)
- Uma selecção de poemas em: El Lejano Oriente en la poesía mexicana, Elsa Cross (dir.), UNAM, México, 2023. (ISBN 9786073070201).

### Novela curta
- “Los años vacíos”,  Los años vacíos, México, Século XXI, 2002, pg.
- En la zona prohibida, México, Rilma 2, 2006, 74 p. (ISBN 9709458310; 9789709458312). Tradução ao italiano: Nella zona proibita, Salerno, Edizioni Arcoiris, 2012, 96 p. (ISBN 9788896583241; 8896583241).

### Conto
- Los años vacíos, Mexico, Siglo XXI, 2002, 194 p. (ISBN 978-968-23-2374-4 et 978-968-23-2374-4)
- La dama sombría, Mexico, El viejo pozo/Universidad Autónoma de Chiapas, 2003, 182 p. (ISBN 978-968-7495-86-6 et 978-968-7495-86-6)
- La voz del mar, Mexico, Rilma 2, 2006, 132 p. (ISBN 978-970-94583-2-9 et 978-970-94583-2-9)